# Оторі-Мару
Оторі-Мару — транспортне судно, яке під час Другої світової війни брало участь у операціях японських збройних сил на Тихому океані.
Судно спорудили в 1943 році на верфі Namura Zosensho у Осаці для компанії Kita Nihon Kisen. За іншою версією «Оторі-Мару» спорудили як SS Lake Fillmore в 1920 році на верфі Toledo Shipbuilding у Огайо для United States Shipping Board. В 1922-му це судно було перейменоване на SS Bridgetown, а з 1923-го належало Colombian S.S. Co. У 1933-му воно перейшло до ВМС Колумбії та отримало найменування SS Boyaca, а в 1941-му потрапило під контроль японців та стало «Оторі-Мару». Втім, тонаж цього «Оторі-Мару» визначається як 2559 GRT.
Протягом більшої части 1943 року судно здійсювало рйеси між портами Японського архіпелагу та відвідувало Сахалін. В жовтні 1943-го його реквізували для потреб Імперського флоту Японії. В листопаді судно прослідувало з японського порту Моджі до Сінгапура.
Починаючи з грудня 1943-го «Оторі-Мару» працювало на сході Нідерландської Ост-Індії та до кінця січня 1944-го Сурабаю (головна база на сході острова Ява), Амбон (південна частина Молуккського архіпелагу), Кокас (західне узбережжя Нової Гвінеї), Кендарі (південно-східний півострів острова Сулавесі).
20 травня 1944-го «Оторі-Мару» перебувало у Зондській протоці біля східного завершення Суматри. Тут воно було виявлене та потоплене американським підводним човном USS Angler, який випустив 4 торпеди та досягнув 1 влучання. Разом з «Оторі-Мару» загинуло 4 члена екіпажу.